# Scopula micrata
Scopula micrata är en fjärilsart som beskrevs av Achille Guenée 1858. Scopula micrata ingår i släktet Scopula och familjen mätare. Inga underarter finns listade.